# رشته پادرمز
رشتهٔ پادرمز یا رشتهٔ الگو در ژنتیک به بخشی از دو رشتهٔ نردبان مانند دی‌ان‌آ گفته می‌شود که رشتهٔ رمز را کامل می‌کند.
آران‌ای پیام‌رسان، چیدمان خود را در فرایند رونویسی از روی رشتهٔ پادرمز الگوبرداری می‌کند و در نتیجه چیدمان آن مکمل رشتهٔ پادرمز است.